# فلسفه فیلم
فلسفه فیلم شاخه‌ای از زیبایی‌شناسی در رشتهٔ فلسفه است که می‌کوشد به بنیادی‌ترین پرسش‌ها دربارهٔ فیلم پاسخ دهد. فلسفه فیلم همپوشانی قابل توجهی با نظریه فیلم، که بخشی از مطالعات فیلم است، دارد.

## تاریخچه
اولین شخصی که پرسش‌های فلسفی را دربارهٔ فیلم مطرح نمود، هوگو مونستربرگ بود. در جریان عصر فیلم صامت، او تلاش کرد تا بداند چه چیزی فیلم را از تئاتر متمایز می‌سازد. وی به این نتیجه رسید که استفاده از کلو-آپ‌ها، فلش-بک‌ها و ویرایش‌ها از ویژگی‌های منحصر به فرد فیلم بوده و ماهیت این پدیده را شکل می‌دهد.
با آغاز عصر ترکیب صدا با فیلم‌ها، رودلف آرنهایم استدلال نمود که از نظر زیبایی‌شناسی، فیلم‌های قبلی نسبت به فیلم‌های «حراف» جلوتر بودند. او بر این باور بود که، با ترکیب صدا در فیلم‌های صامت بوسیله فناوری، ویژگی منحصر به فرد چنین فیلم‌هایی از میان رفته‌است. فیلم، بجای این‌که یک شکل ویژه هنری باشد که به مطالعه دقیق اجسام در حال حرکت می‌پردازد، صرفاً تبدیل به ترکیبی از دو شکل هنری شده‌است.
آندره بازن برخلاف آرنهایم استدلال نمود که بحث صدا دار بودن یا بی صدا بودن یک فیلم بی ربظ است. او بدین باور بود که فیلم به دلیل رابطه اساسی اش با عکاسی، دارای یک بعد واقع گرایانه است. او استدلال نمود که فیلم قابلیت ضبط دنیای واقعی را دارد. فیلسوف آمریکایی، نوئل کرول، استدلال نموده‌است که تعریف‌های اولیه مطرح شده از فیلم توسط فیلسوفان، ماهیت فیلم را بسیار محدود تعریف نموده، و همچنین آنها ژانرهای فیلم را با مفهوم کلی فیلم خلط کرده‌اند.
نظریه‌های واقع گرایانه بازین، با وجود نقدهای کارول، از جانب فیلسوفان مورد پذیرش واقع شده‌است. تز شفافیت که می‌گوید: فیلم مدیوم یا واسطه‌ای است که نسب به واقعیت حقیقی شفاف است، توسط کندال والتون پذیرفته شده‌است.

## در فرهنگ عامه
همچنین فیلم زندگی بیداری (Waking Life) در یک صحنه پیرامون فلسفه فیلم بحث می‌شود که در آن روی نظریات بازین تأکید شده‌است. در این فیلم، شخصیت‌های فیلم روی این فلسفه تأکید می‌کنند که هر لحظهٔ فیلم جنبه‌ای از خدا را به نمایش می‌گذارد.